# Episodi di L'incredibile Hulk (terza stagione)
La terza stagione della serie televisiva L'incredibile Hulk è stata trasmessa dal canale Universal Pictures.
Il cast regolare di questa stagione è composta da: 
- Bill Bixby: David Bruce Banner
- Lou Ferrigno: Hulk
- Jack Colvin: Jack McGee (assente negli episodi: Il buio, Un cervello prodigio, Il mago, La trappola, Campo di rieducazione, Il baraccone, La lunga corsa verso casa, In prima linea, Nove ore di tempo)

| nº | Titolo originale        | Titolo italiano           | Prima TV USA      | Prima TV Italia |
| -- | ----------------------- | ------------------------- | ----------------- | --------------- |
| 1  | Metamorphosis           | Musica a 50.000 volts     | 21 settembre 1979 |                 |
| 2  | Blind Rage              | Il buio                   | 28 settembre 1979 |                 |
| 3  | Brain Child             | Un cervello prodigio      | 5 ottobre 1979    |                 |
| 4  | The Slam                | Campo di rieducazione     | 19 ottobre 1979   |                 |
| 5  | My Favorite Magician    | Il mago                   | 26 ottobre 1979   |                 |
| 6  | Jake                    | L'eroe del rodeo          | 2 novembre 1979   |                 |
| 7  | Behind the Wheel        | Dietro il volante         | 9 novembre 1979   |                 |
| 8  | Homecoming              | Ritorno a casa            | 30 novembre 1979  |                 |
| 9  | The Snare               | La trappola               | 7 dicembre 1979   |                 |
| 10 | Babalao                 | Babalao                   | 14 dicembre 1979  |                 |
| 11 | Captive Night           | Maschera di morte         | 21 dicembre 1979  |                 |
| 12 | Broken Image            | Immagine distorta         | 4 gennaio 1980    |                 |
| 13 | Proof Positive          | Una storia vera           | 11 gennaio 1980   |                 |
| 14 | Sideshow                | Il baraccone              | 25 gennaio 1980   |                 |
| 15 | Long Run Home           | La lunga corsa verso casa | 1º febbraio 1980  |                 |
| 16 | Falling Angels          | Le radici del male        | 8 febbraio 1980   |                 |
| 17 | The Lottery             | Il denaro non è tutto     | 15 febbraio 1980  |                 |
| 18 | The Psychic             | La veggente               | 22 febbraio 1980  |                 |
| 19 | A Rock and a Hard Place | In prima linea            | 29 febbraio 1980  |                 |
| 20 | Deathmask               | Prova positiva            | 14 marzo 1980     |                 |
| 21 | Equinox                 | Equinozio di primavera    | 21 marzo 1980     |                 |
| 22 | Nine Hours              | Nove ore di tempo         | 4 aprile 1980     |                 |
| 23 | On the Line             | L'incendiario             | 11 aprile 1980    |                 |

## Musica a 50.000 volts
- Titolo originale: Metamorphosis
- Diretto da: Alan J. Levi
- Scritto da: Craig Buck, Frank Dandridge (storia)

### Trama
David fa l'aiutante nei concerti di Lisa Swan. Lisa fa heavy-metal ma durante un suo concerto, una ragazza sua fan rimane gravemente ferita. Questo fatto la scuote a tal punto, che decide di volersi uccidere durante il suo ultimo concerto, davanti alla gente. Il manager di Lisa è sua sorella Jackie, che invece di occuparsi di lei, si occupa solo dei guadagni, infatti è al corrente che Greg dà a sua sorella, quando è un po' depressa, pasticche di acido, è non contraria. Greg è geloso dell'amicizia che Lisa prova per David, ultimo arrivato, e d'accordo con Jackie, senza farsi accorgere, gli mette una pasticca di acido nel succo. Arriva un Hulk allucinato, che pensando di picchiare David, distrugge la sala d'incisione. Arriva la sera del concerto di Lisa, e i suoi propositi suicidi di gettarsi sui cavi elettrici da 50.000 watt. Hulk irrompe sul palco con McGee spettatore e distrugge tutti i cavi elettrici. Il pubblico eccitato, pensa faccia tutto parte dello spettacolo, anche Hulk, e Lisa capisce che la sua morte sarebbe stata un gesto inutile, anzi avrebbe alimentato la forza bruta della gente. Lisa decide di cambiare genere musicale dall'heavy al melodico.
- Altri interpreti: Katherine Cannon (Jackie Swan), Gary Graham (Greg), James Reynolds (Ken), Mackenzie Phillips (Lisa Swan), Jennifer Holmes (Diane Markon)

## Il buio
- Titolo originale: Blind Rage
- Diretto da: Jeffrey Hayden
- Scritto da: Dan Ullman

### Trama
David lavora come commesso della tintoria, ed è ospite della famiglia Banks, dentro alla base militare. Jerry Banks e Sam buttano dei rifiuti di laboratorio in una discarica. Notano che c'è una bombola gialla di gas x2.0.2. non scarica con la valvola difettosa. Durante la notte Jerry si alza, e si accorge di essere diventato cieco prima, di sbattere contro una porta-finestra. Una volta arrivato all'ospedale della base, parla di questo al dottore. David e Carrie, la moglie di Jerry, in sala d'attesa vedono portare su una barella Sam, morto per un incidente automobilistico, sembrava non ci vedesse. Gli ufficiali parlano di cecità per un deterioramento dei centri nervosi e poi sopraggiunge la morte. Gli ufficiali sperano di nascondere questo incidente, mandando il sergente Murkland a cercare la bombola alla discarica, per poi nasconderla. Jerry racconta a David della bombola, e gli chiede di andarla a prendere, per usarla come prova. David va con la maschera antigas, ma lì viene bloccato dal sergente Murkland. La bombola difettosa sprigiona il gas su David, che colpito, si trasforma in Hulk, che vaga al campo di addestramento e terrorizza le reclute. Banks peggiora. Il sergente Murklend nasconde la bombola sotterrandola. David parla al maggiore medico Anderson, e prima di diventare cieco, vede sulla lavagna una formula chimica, capisce che stanno effettuando delle ricerche per una guerra chimica, usando un gas nervino che colpisce il nervo ottico. Volevano un'arma per bloccare non per uccidere, quello che volevano all'inizio, non è poi stato quello che hanno fatto. David suggerisce l'antidoto, ma non lo stanno a sentire anzi il colonnello Drake lo mette in isolamento. Carrie vede David sulla sedia a rotelle scortato dai militari, si traveste da dottore, e fa fuggire David, che le spiega tutto. Se ne accorgono troppo presto e Carrie è costretta ad abbandonare David cieco, nel campo di addestramento dove ci sono trappole esplosive di gas lacrimogeni. David fa esplodere i gas lacrimogeni, attirando l'attenzione dei militari che lo stanno cercando. Si trasforma in Hulk, che vede appannato, gli sparano ad una spalla. Hulk antimilitarista blocca un carroarmato. Per il colonnello Drake c'è la corte marziale. Per il maggiore medico, forse non avrà gravi conseguenze, e su indicazione di David, che gli ha consigliato di esaminare il ciclo metabolico ha aperto la strada all'antidoto che ha salvato Jerry Banks.
- Altri interpreti: Nicolas Coster (Colonnello Drake), Jack Rader (Tenente Jerry Banks), Lee Bryant (Carrie Banks), Tom Stechschulte (Dott. Anderson), Don Dubbins (Sergente Murkland)

## Un cervello prodigio
- Titolo originale: Brain Child
- Diretto da: Reza Badiyi
- Scritto da: Nicholas Corea

### Trama
Joleen Collins vive al Kirkland Institute è un genio della fisica, infatti ha programmato il computer Max-v-u1, scappa perché vuole trovare sua madre. Sulla strada incontra David, che traffica con un'automobile che non vuole partire. Joleen lo aiuta con il patto che la accompagni a Los Angeles dalla madre. Quando all'Istituto si accorgono della sua scomparsa si allarmano perché la ragazza sta lavorando ad un progetto di massima sicurezza, quindi pensano di denunciare un rapimento alla polizia, così la stampa non verrebbe informata. Durante il viaggio si fermano per il raccolto. Joleen è molto curiosa di tutto ciò che c'è fuori, anche di conoscere una guaritrice indiana, che all'accampamento toglie il tumore, operando a mani nude. Joleen dice a tutti del trucco. David viene incatenato e la guaritrice vuole far del male a Joleen. Hulk arriva, distrugge la roulotte della maga e porta via Joleen, che vede la trasformazione in David. David le spiega il suo problema frustrazione, paura, rabbia compiono questo mutamento molecolare, con un rapido regresso allo stadio primordiale. Joleen gli racconta che sua madre l'aveva lasciata all'istituto da quando aveva quattro anni, aveva paura di lei, perché imparava troppo velocemente. Quando David capisce che è minorenne vorrebbe che tornasse all'istituto, ma Joleen è testarda, e poi le dispiace, quindi cambia idea. Vengono avvistati dalla polizia, nell'inseguimento viene danneggiata l'automobile. I dottori dell'istituto capiscono di aver sbagliato a non farle ritrovare la madre, perché è un fatto naturale, la dottoressa Lowell dice alla polizia di cercarla a Los Angeles. David e Joleen raggiungono Los Angeles facendo domande al vicinato trovano Liz Collins in uno squallido motel, sotto falso nome. Il confronto tra madre e figlia non è dei migliori: Liz persona semplice con Joleen che parla forbito. Non la accetta, perché analizza la vita, non permette che la vita le faccia del male. Joleen è sconvolta e vuole suicidarsi buttandosi dal cornicione. David preso per il rapitore viene inseguito dalla polizia. Insegue l'autobus per fermare la madre di Joleen, ci riesce Hulk. I dottori cercano di convincere Joleen dal suo proposito, ma solo quando Hulk le porta la madre, desiste. Capiscono che hanno bisogno l'una dell'altra. La mamma vive con lei all'istituto, e Joleen promette a David che studierà tutto sui raggi gamma.
- Altri interpreti: Lynn Carlin (Elizabeth Collins), Robin Dearden (Joleen Collins), Joseph Mascolo (Sig. Arnold), Henry Rowland (Dott. Bruno), June Allyson (Dott.ssa Kate Lowell)

## Campo di rieducazione
- Titolo originale: The Slam
- Diretto da: Nicholas Corea
- Scritto da: Nicholas Corea

### Trama
David è arrestato per aver rubato una mela, e con un processo sommario viene condannato a scontare 60 giorni nel campo di rieducazione nella contea di Jensen. Oltre ai maltrattamenti, le guardie illecitamente affittano i detenuti alle aziende agricole e vi prendono soldi. I detenuti organizzano evasioni, che falliscono perché tra di loro c'è una spia (Harris Stock). Questi fatti, e la notizia dell'avvistamento di Hulk, vi fanno giungere McGee. Lo sceriffo e le guardie vengono arrestati.
- Altri interpreti: Charles Napier (John Blake), Julius Harris (Dott. Alden), Marc Alaimo (Capitano Holt), Robert Davi (Rader), Brad Dexter (Sceriffo)

## Il mago
- Titolo originale: My Favorite Magician
- Diretto da: Reza Badiyi
- Scritto da: Sam Egan

### Trama
David 'Barker' ha iniziato ad iniettarsi, ad intervalli regolari, un siero speciale che dovrebbe impedirgli di trasformarsi in Hulk. Dopo aver trovato lavoro come cameriere, perde però il posto dopo l’intrusione nel ristorante dell’eccentrico mago Jasper, anziano e con problemi di salute, che lo assume come suo aiutante nei suoi spettacoli di magia. Jasper però si divide tra i suoi show e l’amore per Lily, una sua vecchia fiamma, e in un numero pericoloso, quello della cassa della morte, per sbadataggine dimentica la chiave che dovrebbe liberare David, che così si trasforma in Hulk, facendo danni sul set. Tornato normale, David è costretto ad inseguire Jasper assieme alla figlia di costui, che cerca di impedire il matrimonio di Lily con Giancarlo, un tizio di origine italiana interessato solo al suo patrimonio, e dovrà ricorrere ancora ad Hulk. Matrimonio saltato, Jasper scopre che Giancarlo è già sposato, e David, dopo venti iniezioni, si rende conto che è stato tutto inutile per cercare di arrestare le metamorfosi in Hulk. 
- Altri interpreti: Ray Walston (Jasper, il grande), Joan Leslie (Lily Beaumont), Anne Schedeen (Kimberly Dowd), Scatman Crothers (Edgar McGee), Robert Alda (Giancarlo Corleone).

## L'eroe del rodeo
- Titolo originale: Jake
- Diretto da: Frank Orsatti
- Scritto da: Chuck Bowman

### Trama
David sta lavorando come soccorritore ad un Rodeo . Una ex stella del rodeo,  in difficoltà economiche ed in pessime condizioni di salute chiamato Jake vuole vincere un ultimo prezzo che gli permette di pagare i debiti del fratello minore, Leon, col quale non va molto d’accordo. David viene però braccato dai due strozzini di Leon, ed Hulk lo tira fuori dai guai.
- Altri interpreti: L.Q. Jones (Jake White), James Crittenden (Leon White), Jesse Vint (Tibby), Fred Ward (Marvin), Sandra Kerns (Maggie).

## Dietro il volante
- Titolo originale: Behind the Wheel
- Diretto da: Frank Orsatti
- Scritto da: Rick Rosenthal (storia), Todd Susman e Andrew Schneider

### Trama
David inizia a lavorare per la Majestic Cab Cop, una compagnia di taxi, ignorando che la proprietaria, Coleen, ha grossi debiti con un malavitoso del luogo che traffica droga. Costui, per convincerla a cedergli l’attività, la minaccia causando incidenti ai suoi autisti. David ne fa le spese mentre sta trasportando una ragazza incinta, ma un primo intervento di Hulk lo salva dal pericolo. Arriva però McGee, e per sapere informazioni su Hulk sale proprio sul taxi guidato da David…
- Altri interpreti: Esther Rolle (Colleen Jensen), Michael Baseleon (Swift), Jon Cedar (Sam), Margie Impert (Jean).

## Ritorno a casa
- Titolo originale: Homecoming
- Diretto da: John McPherson
- Scritto da: Andrew Schneider

### Trama
David assiste in Tv ad un'intervista a sua sorella Helen, che è scienziato come lui, ma è rimasta vivere col padre, presidente dell'associazione degli agricoltori di Traverton Graal Valley, nel Colorado. La piccola cittadina è minacciata da Eckart, uno speculatore edilizio che vorrebbe cacciare tutti gli agricoltori per creare la "città del futuro".  Preso dalla nostalgia, David decide di raggiungere la sua casa natale, perché non vuole passare la festa del Ringraziamento da solo. Hellen resta sorpresa nel vederlo ancora vivo, ma David le impone di non dire a nessuno del suo arrivo, soprattutto al padre, che David da giovane accusò della morte della madre molto malata, trascurandola per la sua professione di agricoltore, spingendolo a lasciare la casa paterna per studiare da dottore.  David rivela ad Hellen di avere una malattia dovuta alle radiazioni. Hellen rispetta la sua scelta, a patto che David sfrutti le sue conoscenze di biologo per creare un insetticida per delle larve che stanno distruggendo il raccolto. David accetta di aiutarla, purché lo lasci andare quando arriverà il momento. Durante un riposo, David ha degli incubi, si trasforma in Hulk sotto gli occhi di Hellen, e fugge andando incontro al genitore che sta lavorando nei campi e gli sfoga tutta la sua frustrazione repressa. Hellen riesce a raggiungerlo, evitando che il padre faccia del male alla creatura, ed è appena tornato normale quando il padre scopre del suo ritorno. David riesce a risanare le vecchie ruggini col genitore, tuttavia, quando questi gli chiede di restare per ripartire con una nuova vita, David gli dice che non è possibile, non potendogli rivelare del suo problema che lo costringe a spostarsi in continuazione per non essere riconosciuto. Prima di andare, David riesce a salvare la vita al padre che stava per essere vittima di un attentato orditogli da Eckart, trasformandosi in Hulk sotto i suoi occhi. Questo episodio riunisce definitivamente la famiglia Banner, ma David è costretto ad andarsene di nuovo, prima di poter festeggiare il Ringraziamento, anche perché nel frattempo è arrivato McGee alla ricerca di informazioni sul mostro verde. 
- Altri interpreti: John Marley (D.W. Banner), Regis J. Cordic (Dean Eckart), Claire Malis (Elizabeth Banner), Steve Burns (Crop Duster), Diana Muldaur (Dott.ssa Helen Banner).

## La trappola
- Titolo originale: The Snare
- Diretto da: Frank Orsatti
- Scritto da: Richard Christian Matheson e Thomas E. Szollosi

### Trama
David è all'aeroporto in attesa del volo per Miami. Qui incontra Michael Sutton, e su sua richiesta nell'attesa, giocano a scacchi. David lo batte. Il volo viene annullato per una tempesta tropicale, e Michael invita David per una notte nella sua isola, dove vive da solo, con la promessa di riaccompagnarlo il giorno dopo. Ma è una trappola perché Michael è un accanito cacciatore di animali, ne è piena la sua casa e adesso la preda è David, a cui ha già scavato la tomba con tanto di nome inciso. Nell'isola Michael ha sparso trappole dappertutto, e quando caduto in una di queste, David si trasforma in Hulk, e Michael vede l'animale più grosso che abbia mai visto in vita sua, nella sua pazzia vuole battersi con Hulk. Ma quando si trova faccia a faccia con lui, inciampa e si punge con le frecce avvelenate che lui stesso aveva preparato e muore. David lo sotterra nella tomba che aveva scavato Michael per lui, vicino ad altre cinque tombe di vittime. Ma non è finita, David trova una barca preparata per il vincitore, c'è un registratore dove Michael ha inciso senza rancore un augurio di buona caccia... ma poi esplode.
- Altri interpreti: Bob Boyd (Pilota), Bradford Dillman (Michael Sutton)

## Babalao
- Titolo originale: Babalao
- Diretto da: Richard Milton
- Scritto da: Craig Buck

### Trama
New Orleans. David lavora come assistente nello studio medico della dott.ssa Renee DuBois che deve combattere contro la superstizione e la magia che usa Babalao, che fa credere alla gente al potere della magia per guarire con improbabili pozioni magiche o uccidere lanciando malefici a morte. Durante il carnevale Babalao fa rapire la dott.ssa per sottoporla, drogata ad un rito dove Selene la deve colpire con un pugnale, così morirà il male e vivrà la dott.ssa guarita, se non farà ciò, gli spiriti si vendicheranno sul nipote Louie. Arriva Hulk, Babalao viene arrestato per truffa e ricatto.
- Altri interpreti: Louise Sorel (Dott.ssa Renee DuBois), Bill Henderson (Antoine Moray/Babalao), Michael Swan (Luke), Paulene Myers (Selene), Jarrod Johnson (Louie)

## Maschera di morte
- Titolo originale:  Captive Night
- Diretto da: Frank Orsatti
- Scritto da: Sam Egan

### Trama
Philadelphia. Due fratelli Jim e Gary progettano di rapinare la cassaforte di un grande magazzino, dove David lavora come magazziniere. Quella notte David deve fare gli straordinari e insieme a Karen e alla guardia notturna Raymond, si trova nel bel mezzo della rapina, in ostaggio dei due.
- Altri interpreti: Paul Picerni (Jim), Stanley Kamel (Gary), Parley Baer (Raymond), Dennis Holahan (Sig. Edwards), Anne Lockhart (Karen Mitchell).

## Immagine distorta
- Titolo originale: Broken Image
- Diretto da: John McPherson
- Scritto da: Karen Harris, Jill Donner

### Trama
Alla ricerca di una cura per debellare la sua sindrome, David deve far fronte ad un altro imprevisto: quello di un feroce criminale, Mike Cassidy (sempre interpretato da Bill Bixby) identico a lui in tutto e per tutto. Quest'ultimo approfitta immediatamente dell'occasione utilizzando l'ignaro David al suo posto, come specchio per le allodole per ingannare due suoi vecchi nemici che lo vogliono morto. Sarà proprio Hulk a trarre lo scienziato fuori dai guai.
- Altri interpreti: Karen Carlson (Lorraine), John Reilly (Steve), Jed Mills (Teddy).

## Una storia vera
- Titolo originale: Proof Positive
- Diretto da: Dick Harwood
- Scritto da: Karen Harris, Jill Sherman

### Trama
McGee è ossessionato da Hulk: mentre dorme viene svegliato da incubi in cui Hulk lo insegue nel deserto e lo picchia. Al National Register si lamentano del suo lavoro, perché perde dei buoni articoli per star dietro ad Hulk. Il National Register viene diretto temporaneamente dalla figlia dell'editore, Patty Steinhauer, vuole fare dei cambiamenti. Prima di tutto prende la decisione di non pubblicare più notizie su Hulk lo ritiene un'invenzione, e togliendo questo tipo di notizie pubblicherà un giornale più serio. McGee non è d'accordo, discute animatamente con lei, ma non concludendo niente, minaccia di buttarsi dal tetto del National Register e Patty gli promette che se le dimostrerà che Hulk esiste lo continuerà a pubblicare. McGee le racconta di aver sentito due scienziati (Elaina e David) parlare di Hulk, di averlo visto, della forza che ha, di tutte le occasioni in cui è stato vicino ad Hulk, lo ha inseguito, ha tentato di catturarlo, che è stato salvato, e lo ha visto come uomo, quindi è sicuro che è un uomo che si trasforma, per questo poi Hulk scompare, e poi la gente non parla perché non vuole essere immischiata. Patty insiste che non è un fatto vero ma è una bella finzione, come gli ufo, il mostro di Lochness, il Big Foot, e gli suggerisce di andare dallo psicanalista. Avvistano Hulk a Gary nell'Indiana. I rapporti tra McGee e Patty cominciano a migliorare nonostante gli scontri iniziali, ma McGee non riesce a concentrarsi su nessun altro articolo pensa sempre ad Hulk. Litiga di nuovo con Patty, anche ammettendo che lei ha ragione, d'impulso sta per prenotare un volo per l'Indiana ma poi rinuncia per lei, ma quando viene chiamato da un operaio dell'Indiana che gli dice che c'è un uomo in fabbrica che lavora insieme a lui ed è Hulk e glielo farà vedere, McGee parte. Sull'aereo viene seguito da Patty che ha in mano la sua lettera di dimissioni. Arrivano alla fabbrica e l'operaio indica loro un uomo. McGee per la fretta inciampa e perde la pistola al curaro, David lo vede e fuggendo inciampa e si trasforma in Hulk. Patty lo vede e continuerà a pubblicare gli articoli su Hulk in prima pagina. Il padre di Patty ritorna a dirigere il giornale, e McGee e Patty partono per Toronto dove c'è un nuovo avvistamento di Hulk.
- Curiosità: È l'unico episodio in cui Bill Bixby non appare ed il protagonista è Jack McGee, l'antagonista di David Banner.
- Altri interpreti: Walter Brooke (Mark Roberts), Isabel Cooley (Muriel), Charles Thomas Murphy (Garland)

## Il baraccone
- Titolo originale: Sideshow
- Diretto da: Nicholas Corea
- Scritto da: Len Jenkin

### Trama
David 'Burns' presta soccorso ad una ragazza, Nancy, che stava scappando da qualcuno nel bosco. Nancy lavora come veggente in una compagnia di spettacoli gestita dall’eccentrica Belle Star. David viene assunto come direttore di scena, e stringe pure un rapporto amoroso con Nancy. Il tendone di Belle Star viene però continuamente preso di mira da Benedict, psicopatico personaggio del luna park che ospita la struttura, che ritiene responsabile Nancy del suicidio di suo figlio, e vorrebbe farla pagare con la vita sia a Nancy che a David. Sarà Hulk a salvare tutto appena in tempo.
- Altri interpreti: Judith Chapman (Nancy), Robert Donner (Sig. Benedict), Allan Rich (Sig. Mason), Bruce Wright (Jimmy), Marie Windsor (Belle Star).

## La lunga corsa verso casa
- Titolo originale: Long Run Home
- Diretto da: Frank Orsatti
- Scritto da: Allan Cole, Chris Bunch

### Trama
David accetta il passaggio sulla moto di Carl Rivers che faceva parte di una banda di motociclisti che traffica in armi. Carl ha un braccio ingessato, ed è David che guida la moto, spostandosi di contea in contea alla ricerca di un lavoro per tutti e due, avendo Carl lasciato il gruppo.
- Altri interpreti: Paul Koslo (Carl Rivers), Robert Tessier (Johnny), Mickey Jones (Medico), Stephen Keep (Agente Fitzgerald)

## Le radici del male
- Titolo originale: Falling Angels
- Diretto da: Barry Crane
- Scritto da: Eric Kaldor, D.K. Krzemien, James Sanford Parker (teledramma)

### Trama
Due ragazze correndo, si scontrano con David perdendo una catenina. David le segue fino all'orfanotrofio per restituirgliela, e fa la conoscenza di Rita che lo dirige, che gli offre un lavoro e di Mickey e Judy due quindicenni ospitate. Rita con il suo compagno Dan, addestra Mickey e Judy al furto, però vuole ritirarsi, ma Dan la minaccia di rivelare il suo passato e sarà costretta a chiudere l'orfanotrofio. David le vede borseggiare un uomo, le rincorre, ma viene bloccato da due netturbini, che credendolo loro complice, in attesa della polizia lo chiudono dentro ad un cassonetto. Hulk riesce a liberarsi. David capisce che è Rita che le istruisce a rubare, ne parla con lei che gli risponde di non intromettersi, perché è il solo modo per avere i fondi per mantenere l'orfanotrofio. David si prepara ad andare via, ma Rita lo prega di rimanere almeno per l'asta di beneficenza della signora Taylor. Arriva McGee che intervista i due netturbini che lo indirizzano all'orfanotrofio. Mentre nella casa della signora Taylor, Rita rilascia l'intervista davanti alle telecamere per ringraziare la benefattrice, Judy e Mickey salgono al primo piano per aprire la cassaforte. David se ne accorge, le scopre sul fatto, e le fa rimettere tutto a posto. Colpo fallito. Dan insiste con Rita di voler fare il colpo durante l'asta, e che penserà lui a David.. David ha un piano: dice a Mickey e Judy di rubare i gioielli durante l'asta, ma di metterli poi nelle tasche di Dan, poi Rita gli farà uno squillo e David dall'orfanotrofio chiamerà la Polizia per farlo arrestare. Ma David viene bloccato da due uomini assoldati da Dan, che lo stordiscono, lo chiudono dentro alla rimessa, con l'automobile accesa, cosicché i fumi lo facciano morire soffocato. Hulk si salva e corre a casa della signora Taylor. Arriva anche McGee. Scoprono i gioielli fuoriuscire dalle tasche di Dan, e Hulk fugge via sotto gli occhi di McGee. Judy vorrebbe andare via con David, è solo come lei, ma lui la dissuade. Non le può offrire una vita comoda.
- Altri interpreti: Annette Charles (Rita), Anthony Herrera (Peter Grant), Deborah Morgan Weldon (Judy), Cindy Fisher (Mickey)

## Il denaro non è tutto
- Titolo originale: The Lottery
- Diretto da: John McPherson
- Scritto da: Allan Cole e Chris Bunch (teledramma), Daniel B. Ullman (storia)

### Trama
David 'Becker' fa amicizia con Harry Henderson, un ex truffatore che vive vendendo giornali, nonostante la sua immensa bravura tra i fornelli. Harry acquista un biglietto della lotteria in nome di David che si rivelerà vincente. David non può ritirare i soldi di persona visti i suoi guai, e così manda Henderson a raccoglierli, offrendogli metà della propria vincita. Ma Henderson si rifugia in un hotel con la somma ed inizia a mettere in azione l’ultima grande truffa che chiuderebbe la sua carriera. David va a cerarlo ma finisce nei guai…
- Altri interpreti: Robert Hogan (Harry Henderson), Luis Avalos (Generale), Peter Breck (Hull).

## La veggente
- Titolo originale: The Psychic
- Diretto da: Barry Crane
- Scritto da: Karen Harris, Jill Donner

### Trama
Annie ha un dono, toccando una persona che sta in uno stato emotivo particolare di turbamento ha delle visioni. Urtando in strada David, che fa il garzone, vede che si trasforma in Hulk e chiama McGee, allettata dalla ricompensa di 10.000 dollari per rivelare chi si nasconde dietro. Hulk viene accusato di avere ucciso un ragazzo, e Annie capisce che David è innocente e decide di aiutarlo, ospitandolo nella stanza del suo albergo, e non dicendo niente a McGee. David piange a dirotto, e decide di suicidarsi lanciandosi nel vuoto, ma quando Annie gli dice che ha visto la morte di McGee, David desiste dal suo proposito e corre a salvarlo. Nel frattempo McGee scopre che è stato Robin che ha ucciso per sbaglio il suo compagno, che comincia a sparargli addosso ferendolo, e l'intervento di Hulk gli salva la vita.
Curiosità: In questo episodio recita nella parte della veggente Brenda Benet, ex moglie di Bill Bixby e madre del loro figlio Cristopher. 
- Altri interpreti: Brenda Benet (Annie Caplan), Stephen Fanning (Johnny Wollf)

## In prima linea
- Titolo originale: A Rock and a Hard Place
- Diretto da: Chuck Bowman
- Scritto da: Andrew Schneider

### Trama
David 'Braynard' viene assunto come fattorino da Lucy Cash, una signora vedova che vive col nipote Randy. Mentre sta effettuando una consegna, David viene arrestato dalla polizia e scopre che inavvertitamente sta trasportando esplosivi. L’ispettore Preston DeKalb riesce a risalire alla sua vera identità e minaccia di rivelarlo alla stampa se non l’aiuterà ad incastrare Lucy, sua vecchia fiamma, che sta tentando di rapinare una gioielleria con la complicità di Randy. In seguito ad una trasformazione di David in Hulk, Lucy scopre il suo segreto, e minaccia di rivelare tutto se non aiuterà a mettere a segno il colpo. David si trova così tra due fuochi, costretto a fare il doppio gioco, e quando scopre che le intenzioni di Randy sono quelle di uccidere lui e Lucy per poi impossessarsi del bottino, verrà salvato da Hulk. Randy e i suoi compari sconfitti, Preston lascia libera Lucy, dopo aver compreso che era costretta a rubare per necessità, e distruggerà il fascicolo su David, mentre Lucy non rivelerà nulla della creatura. 
- Altri interpreti: John McIntire (Preston DeKalb), Jeanette Nolan (Lucy Cash), Eric Server (Randy).

## Prova positiva
- Titolo originale: Deathmask
- Diretto da: John McPherson
- Scritto da: Nicholas Corea

### Trama
Suo malgrado, David è testimone di un tentativo di omicidio, e la sua trasformazione in Hulk sventa il crimine.Ma la vittima dell aggressione ,in stato di shock dice il suo nome e viene preso per il maniaco. Interrogato da Frank Rhodes, il capitano della polizia locale, scopre che nella cittadina agisce un serial killer che ha già ucciso numerose ragazze. Tuttavia, costretto a mentire per non svelare il suo segreto, David viene tratto in arresto dal poliziotto, insospettito dalla sua reticenza e condotto alla stazione di polizia locale per essere interrogato. Mentre intorno all'edificio la popolazione si riunisce minacciosamente per linciare il presunto assassino, David viene interrogato da Rhodes e, con stupore, si accorge che il maniaco è proprio lui. Al termine, il poliziotto lascia l'edificio, mentre la folla riesce ad entrare nella stazione di polizia, aggredendo David. Quest'ultimo si salva trasformandosi in Hulk, correndo a bloccare definitivamente l'assassino in procinto di uccidere un'amica di David.
- Altri interpreti: Gerald McRaney (Comandante Frank Rhodes), Melendy Britt (Joan), Frank Marth (Sindaco Tom Fowler), Marla Pennington (Melanie Clark), Lonny Chapman (J.J. Hendren).

## Equinozio di primavera
- Titolo originale: Equinox
- Diretto da: John McPherson
- Scritto da: Nicholas Corea

### Trama
Hulk corre al molo inseguito da McGee. David lavora sull'isola Powell di proprietà dell'arrogante Diane. David si occupa della biblioteca del padre di Diane, che era un ricercatore. Chiede a Diane di poter andare via, ma Diane con i suoi modi autoritari lo obbliga a rimanere, almeno per la festa mascherata per l'equinozio di primavera. È solo un pretesto ma David non accetta le sue avance. McGee arriva sull'isola e mascherato si mischia agli altri ospiti, comincia a cercare sotto le maschere David, che se ne sta in biblioteca. Ma all'improvviso McGee entra nella stanza, David per scappare si fa male e si trasforma in Hulk. McGee lo insegue, David si nasconde dentro la stanza dei costumi, lo trova anche lì, parlano, McGee dice di sottoporsi al processo per la morte nel laboratorio di Elaine e che ha preparato un anestetico con il curaro per fermarlo, David gli dice che la sua vita non è bella, un incubo terribile e la deve smettere di perseguitarlo, e che Hulk non ha ucciso la dottoressa anzi ha tentato di salvarla, come ha salvato molte volte la vita a lui, lo prega di non usare l'anestetico perché la dose essendo per Hulk, lo può uccidere, lo prega ancora di non farlo trasformare in Hulk, ma David non lo convince, scappa di nuovo. Qualcuno tenta di uccidere Diane e lei pensa sia David, lo chiude nell'armadio in attesa dell'arrivo della polizia. Invece è Alan che ha lasciato la sua famiglia per lei, tenta di strangolarla, David la salva e quando arriva McGee è già Hulk.
- Altri interpreti: Christine De Lisle (Diane Powell), Paul Carr (Allan Grable), Henry Polic II (Donald), Louis Turenne (Pierce), Danny Dayton (Skipper)

## Nove ore di tempo
- Titolo originale: Nine Hours
- Diretto da: Nicholas Corea
- Scritto da: Nicholas Corea

### Trama
David lavora come inserviente al Kingsbridge Hospital. In un'ala nuova è ricoverato un paziente, Sam Monte, un sicario malavitoso. È assistito dall'infermiera signora Grasso, di origine italiana, a cui non è molto simpatico, perché le persone come lui hanno dato una pessima fama al paese di origine. Sam Monte ha rischiato di morire, e dopo la malattia, ha riacquistato la fede e parlerà all'FBI. David vive in un modesto palazzo, e instaura l'amicizia con Timmy e sua madre e l'alcolizzato ex poliziotto Joe Franco, lo è diventato perché non ha reagito e un suo collega è stato ucciso. David viene pedinato da loschi figuri che intendono uccidere Monte, infatti, sotto i suoi occhi e quelli appannati di Joe, rapiscono Timmy. Hulk si butta al loro inseguimento, ma fanno perdere le loro tracce. David riceve una telefonata, dove gli viene detto che quella stessa notte, dovrà tenere aperta la porta di servizio dell'ospedale, poi rilasceranno Timmy. David chiede aiuto a Joe, che contattando tutti i suoi informatori, scopre che sono i due fratelli Slink e Fez ad averlo rapito. Joe si reca da solo senza polizia, ad un teatro in disuso, per liberare il bambino. David invece all'ospedale per eseguire gli ordini, i killer entrano, e David una volta saputo che Timmy è salvo, protegge Monte portandolo via con tutto il suo letto dalla sua stanza. I killer tentano di fermarlo ma Hulk li ferma.
- Altri interpreti: Marc Alaimo (Joe Lo Franco), Sheila Larken (Rhonda Wilkes), Frank DeKova (Sam Monte), Doris Dowling (Sig.ra Garstone)

## L'incendiario
- Titolo originale: On the Line
- Diretto da: L.Q. Jones
- Scritto da: Karen Harris, Jill Donner

### Trama
David 'Brown' viene salvato in un incendio boschivo da una squadra di pompieri. Il comandante Wilson decide di assumerlo essendo a corto di personale. Ma un misterioso incendiario appicca il fuoco proprio dove si trova David con una sua collega, ed i due vengono accusati di essere gli incendiari. McGee si unisce ai volontari, in cerca di Hulk. David e Randy scoprono una verità allucinante: ad appiccare gli incendi sarebbe lo stesso Wilson, colpito da una psicosi che lo porterebbe alla depressione qualora l’incendio si fermasse. 
- Altri interpreti: Kathleen Lloyd (Randy Phelps), Don Reid (Eric Wilson), Bruce Fairbairn (Tessitore)